# Tramwaje w Kołomyi
Tramwaje w Kołomyi – zlikwidowany system transportu tramwajowego w mieście Kołomyja.
Linię tramwaju parowego uruchomiono w 1886. Na linii prowadzono ruch pasażerski i towarowy. Linię zamknięto w 1967.